# Takuya Yokoyama
Takuya Yokoyama (japanisch 横山 拓也 Yokoyama Takuya; * 29. Juni 1985 in der Präfektur Shizuoka) ist ein ehemaliger japanischer Fußballspieler.

## Karriere
Yokoyama erlernte das Fußballspielen in der Schulmannschaft der Shizuoka Gakuen High School. Seinen ersten Vertrag unterschrieb er 2004 bei den Urawa Reds. Der Verein spielte in der höchsten Liga des Landes, der J1 League. 2004 und 2005 wurde er mit dem Verein Vizemeister der J1 League. Mit dem Verein wurde er 2006 japanischer Meister. Für den Verein absolvierte er 11 Erstligaspiele. 2007 wechselte er zum Zweitligisten Montedio Yamagata. Für den Verein absolvierte er 38 Ligaspiele. 2008 wechselte er zum Ligakonkurrenten Ehime FC. Für den Verein absolvierte er 20 Ligaspiele. Danach spielte er bei den Fujieda MYFC. Ende 2010 beendete er seine Karriere als Fußballspieler.

## Erfolge
Urawa Reds
- J1 League

Meister: 2006
Vizemeister: 2004, 2005
- J.League Cup

Finalist: 2004
- Kaiserpokal

Sieger: 2005, 2006